# Københavns belejring (1535-1536)
 For alternative betydninger, se Københavns belejring. (Se også artikler, som begynder med Københavns belejring)
Københavns belejring var en periode fra juli 1535 til august 1536. Det var en del af Grevens Fejde, en borgerkrig som foregik under reformationsoprøret, og samtidig med belejringens og borgerkrigens afslutning indførtes reformationen i Danmark.
Byen var under ledelse af grev Christoffer af Oldenburg og hertug Albrecht 7. af Mecklenburg, som lübeckerne havde overtalt til at bistå. Der var fra begyndelsen rivalisering mellem disse to ledere, som begge håbede på at overtage kongemagten, selvom de havde sluttet forbund om at genindsætte den fordrevne Christian 2.
Kong Christian 3. havde vundet søherredømmet efter at have slået den lybske flåde i Svendborgsund som en del af slaget ved Øksnebjerg, og han blokerede derefter indsejlingen til København. Hæren blev samlet omkring byen, og da Christian 3. selv ankom til sin lejr ved Serridslev den 29. juli, var belejringen iværksat.
København havde forberedt sig med forråd af våben og forplejninger, og der blev gjort modstand efter bedste evne. Den 14. september har der formodentlig været et større udfald, for da tog kongens soldater et større antal fanger. Der var også mislykkede undsætningsforsøg fra søsiden, da den hanseatiske flåde i november tørnede sammen med den kongelige flåde.
Det lykkedes at få forplejninger ind i med tyske skibe løbet af vinteren, da flåden var lagt op, og en kraftig isvinter gjorde det også muligt at få forplejninger fra Amager.
Den 14. februar 1536 sluttede Lübeck fred og anerkendte Christian 3. som konge, og København fik derefter tilsendt flere tilbud om amnesti, hvis man overgav sig; det gjorde man dog ikke.
Da en fredsslutning blev afslået, blev belejringen forstærket, og havneindløbet blev spærret med endnu flere skibe. Flere forsøg på at indsejle forsyninger, bl.a. i maj måned, blev forhindret, og situationen blev stadigt værre i byen, hvor borgernes håb om opbakning og sejr svandt. Byens borgmestre besvarede borgernes klager med, at man jo endnu ikke havde spist sine egne børn, som man havde gjort under Jerusalems belejring. Og alligevel var det ikke langt fra at være så galt. Man slagtede heste, hunde og katte, som var ligeså udhungrede som menneskene, og priserne på simple fødevarer som brød steg til formuer.
Endelig den 22. juli gav man op, og greven, hertugen og borgmestre begav sig ud til kongens lejr for at bede om nåde. Den 29. juli gik kongens soldater ind i byen, og forsyninger begyndte at blive indført.
Grev Christoffer og hertug Albrecht blev forvist, og de borgere, som måtte ønske det, fik lov til at rejse med. Kongens eget indtog i byen skete 6. august.